# Lewis Smith (Fußballspieler)
Lewis Smith (* 16. März 2000 in Giffnock) ist ein schottischer Fußballspieler, der beim FC Livingston  in der Scottish Premiership unter Vertrag steht.

## Karriere

### Verein
Lewis Smith besuchte die St Ninian’s High School in seiner Geburtsstadt Giffnock und war bereits ab dem Alter von neun Jahren Teil der Nachwuchsakademie von Hamilton Academical. Nachdem Smith im Sommer 2016 einen Profivertrag unterschrieben hatte, spielte er zunächst weiterhin in den Nachwuchsmannschaften von Hamilton Academical. Dabei kam er unter anderem in drei Ausgaben des Scottish League Challenge Cup sowie in der UEFA Youth League 2018/19 zum Einsatz. Sein Debüt für die erste Mannschaft der „Accies“ gab er am 31. Oktober 2018 in der Scottish Premiership in einem Auswärtsspiel gegen den FC Aberdeen. Seinen ersten Startelfeinsatz in der Liga absolvierte Smith am 10. August 2019 im Heimspiel gegen Kilmarnock im New Douglas Park. Dabei erzielte er nicht nur das Führungstor, sondern bereitete auch den zweiten Treffer von George Oakley vor und hatte somit maßgeblichen Anteil am 2:0-Sieg seiner Mannschaft. Im November 2019 verlängerte Smith seinen Vertrag bei Hamilton Academical vorzeitig bis zum Sommer 2022. Eine Oberschenkelverletzung beeinträchtigte Smiths in der Saison 2020/21, in der Hamilton Academical aus der Scottish Premiership abstieg. Trotz dieses Rückschlags unterschrieb er im November 2021 eine weitere Vertragsverlängerung, die ihn bis zum Sommer 2024 an den Verein band. Nach dem Abstieg aus der Scottish Championship im Jahr 2023 spielte Smith eine wichtige Rolle beim sofortigen Wiederaufstieg. In den Aufstiegs-Play-offs ein Jahr später trug er mit Toren in den Siegen gegen Alloa Athletic und Inverness Caledonian Thistle entscheidend zum Erfolg der Mannschaft bei. Mit Hamilton gewann er 2023 zudem den Challenge Cup.
Im Mai 2024 unterschrieb Smith einen Vorvertrag beim FC Livingston, der ab dem 1. Juni 2024 in Kraft trat. In seiner ersten Saison in Livingston gewann Smith zum zweiten Mal den Challenge Cup und stieg in den Play-offs in die die erste Liga auf.

### Nationalmannschaft
Lewis Smith debütierte im Jahr 2017 in der schottischen U17-Nationalmannschaft gegen Japan. Im selben Jahr nahm er mit dem Team an der U-17-Europameisterschaft in Kroatien teil und kam dort in der Gruppenphase zu einem Einsatz gegen die Färöer-Inseln. 
Im August 2019 wurde Smith erstmals in den Kader der schottischen U21-Nationalmannschaft berufen. Sein Debüt in dieser Altersklasse folgte im September 2019 in einem Spiel gegen San Marino.